# Loreto
För andra betydelser, se Loreto (olika betydelser).
Loreto är en kommun och världskänd pilgrimsort i provinsen Ancona i regionen Marche i Italien. Kommunen hade 12 786 invånare (2018).
Loreto är biskopsort. Enligt en lokal sägen känd sedan mitten av 1400-talet flyttade änglar på 1200-talet det Heliga huset (Santa Casa), det hus som Jungfru Maria föddes i och där Jesus växte upp, från Nasaret till Loreto. En liknande sägen ligger till grund för Mariakulten i Vår Fru av Trsat-kyrkan i Kroatien. Enligt sägnen skulle det Heliga huset ha befunnit sig på Trsat 1291-1294 innan det kom till Loreto.
En undergörande madonnabild av Girolamo Lombardo förstördes 1921 i en brand. Den lauretanska litanian har uppstått i Loreto, och i Prag finns på kapucinklostret Hradschins gård en kopia av Santa Casa, "Lauretanska huset", gjord 1626 med en tillhörande Loretokyrka.